# A' Chailleach (Loch Fannich)
A' Chailleach är ett berg i Storbritannien.   Det ligger strax norr om sjön Loch Fannich i kommunen Highland och riksdelen Skottland, i den norra delen av landet, 700 km nordväst om huvudstaden London. Toppen på A' Chailleach är 997 meter över havet.
Terrängen runt A' Chailleach är huvudsakligen kuperad. A' Chailleach ligger uppe på en höjd som går i öst-västlig riktning. Trakten runt A' Chailleach är nära nog obefolkad, med mindre än två invånare per kvadratkilometer. Trakten runt A' Chailleach består i huvudsak av gräsmarker.